# L'Hôpital (Savoie)
Pour les articles homonymes, voir L'Hôpital.
L'Hôpital, anciennement L'Hôpital-sous-Conflans, est un ancien bourg, puis commune du duché de Savoie (Royaume de Sardaigne), créé au XIIIe siècle. Il a fusionné avec la cité fortifiée de Conflans pour former la ville nouvelle d'Albertville, le 19 décembre 1835.

## Géographie
Le bourg de L'Hôpital se développe sur la rive droite de la rivière de l'Arly, un peu en amont de sa confluence avec l'Isère. Il appartient à la région naturelle de la haute Combe de Savoie. Ce bourg est situé sur les hauteurs de la rivière, afin d'éviter les crues, sur le plateau du Chaudan. Il se trouve aussi à proximité de l'ancien pont des Adoubes.
Il se développe en face du bourg de Conflans et à la confluence de la combe de Savoie et de la Tarentaise — la vallée de l'Isère et l'ancienne voie romaine In Alpe Graia en provenance du col du Petit Saint-Bernard —, mais aussi, l'accès au Beaufortain et au val d'Arly, avec la cité d'Ugine. Le contrôle ainsi d'une certaine façon ce que la géographie appellera plus tard le « X albertvillois », même si « [celle-ci] ne matérialise que trois des quatre directions ».

## Histoire

### Fondation par les Hospitaliers
L'histoire de L'Hôpital débute « probablement » avec l'installation d'un hôpital appartenant aux Hospitaliers de l'ordre de Saint-Jean de Jérusalem,. Ces derniers auraient établi un hospice à destination des voyageurs ou des pèlerins, plus précisément un hôpital « au sens de maison vouée à l'accueil, l'hébergement, le soutien aux pauvres et aux pèlerins ». Il se situait ainsi sur la route menant depuis la combe de Savoie aux vallées de Tarentaise (col du Petit-Saint-Bernard), du Beaufortain et de l'Arly.
Le chanoine Adolphe Gros souligne ainsi que d'après une publication au Congrès des Sociétés savantes de Savoie de 1883, « rien n'indique qu'il y ait jamais eu, dans cette localité, un hôpital ou un hospice, au sens moderne du mot ». L'hôpital, en tant qu'étape, est cependant mentionné le 31 mars 1219 (« hospitalis de Jerusalem »), dans une donation de Béatrice de Vienne, comtesse de Savoie à la chartreuse de Vallon (Chablais), de même qu'une mention d'un commandeur de « la maison de l'Hôpital de Conflans » en 1235. Cette étape des Hospitaliers appartiendra ensuite à la commanderie de Chambéry, qui dépendait, tout comme celle des Échelles et de Compesières du grand prieuré d'Auvergne. En réalité, il n'existe, à ce jour, aucun acte connu de fondation du site.
Une bourgade se développe sur le site, face au bourg fortifié de Conflans, sous protection de l'archevêque de Tarentaise. Elle se place sous la protection du comte de Savoie,. Elle est promue ville libre par le comte Amédée V de Savoie, qui tient à contrôler le passage par le pont sur l'Arly.
En 1285, le bourg apparait dans des comptes de châtellenies comme la ville neuve de L'Hôpital-sous-Conflans. Louis Falletti, qui la mentionne dans son article « Éléments d'un tableau chronologique des franchises de Savoie », ne précise cependant pas à quelle châtellenie le bourg est attaché. Le bourg obtient à cette période une charte de franchises, sous le nom de Villefranche-de-L'Hôpital, dans un contexte de tension entre le comte de Savoie et ses voisins du Genevois et du Dauphiné. Le président des Amis du Vieux Conflans, Jean-Pierre Dubourgeat, lors de son discours de réception à l'Académie des sciences, belles-lettres et arts de Savoie, nuance « cet accord de franchises car rien n'a été octroyé ». Le bourg devient une paroisse « membre de Rhôdes », placée sous la dépendance des Hospitaliers, « certainement avant 1502 ».
Avec l'affirmation du pouvoir comtal et la mainmise sur Conflans, L'Hôpital est placé dans la châtellenie de Conflans.

### Période moderne
Après leur installation à Malte, les Hospitaliers vendent leurs possessions de l'Hôpital au couvent de l'ordre cistercien des Bernardines de Conflans, le 28 mai 1671,.
Malgré une relative prospérité, le noyau urbain reste très modeste, gardant la dimension d'un village. La présence de Conflans, chef-lieu d'une châtellenie, maintient le bourg de L'Hôpital à un rôle secondaire. D'ailleurs, au milieu du XIIIe siècle, elle ne compte qu'à peine 400 habitants.
Toutefois, la situation va s'inverser avec la création d'une grande route carrossable, dans la plaine, mais surtout déviant de la cité de Conflans. Dès lors, la courbe de population va augmenter (voir ci-dessous).

### Période contemporaine
L'Hôpital devient un comté le 18 février 1758, par décisions du roi Charles-Emmanuel III. Au cours de cette même année, un incendie détruit plusieurs immeubles. Reconstruit, le bourg s'apparente à un village-route, le long de la Grande Rue, aménagée parallèlement à l'Arly, dont une rue perpendiculaire permettait de rejoindre le pont et la cité de Conflans. Son rôle routier se retrouvent notamment dans la sociologie du bourg, pour laquelle, les auteurs de Histoire des communes savoyardes : Albertville et son arrondissement (1982), précisent qu'en 1758 il était « composé de 98 familles et il n'y en a pas 10 dont les chefs ne soient marchands, aubergistes ou artisans ». L'année suivante, un marché hebdomadaire ainsi que trois foires annuelles sont instituées, portant une sérieuse concurrence à Conflans,.
Les habitants de la commune émettent le vœu de changer de nom en 1814, envoyant notamment un écrit au roi de Sardaigne Victor-Emmanuel Ier, et proposant le toponyme de Saint Victor. Quelques années plus tard, alors que le roi Charles-Félix de Savoie vient inauguré l'endiguement de l'Isère, l'idée d'une fusion de L'Hôpital avec les communautés de Conflans et de Saint-Sigismond. Le nom de Charles-ville est proposée. Jean-Pierre Dubourgeat, souligne le « rejet du nom de l'Hôpital, dû plus à la connotation « hospice » du mot », expliquant ainsi notamment le « désintérêt voir à l'oubli de l'Hôpital dans l'historiographie » contrairement à sa voisine Conflans. 
Le 28 juin 1815 a eu lieu la bataille de l'Hôpital, entre les troupes françaises du colonel Thomas Robert Bugeaud et les troupes austro-sardes, pendant les Cent-Jours.
Entre 1829 et 1841, les deux rivières de l'Isère et de l'Arly font l'objet d'aménagement permettant leur endiguement général.
Comme l'analyse Jean-Pierre Dubourgeat le développement de L'Hôpital, depuis le XVIIIe siècle « soutire peu à peu à sa rivale tous ses avantages jusqu'à la détrôner et finalement l'absorber ».
Le 19 décembre 1835, le duc Charles-Albert de Savoie réunit les bourgs de Conflans et de L'Hôpital, pour former la commune d'Albertville, à laquelle on donna son nom,. La création prend effet officiellement le 1er janvier 1836.

## Démographie
| 1561 | 1756 | 1776 | 1793 | 1804 | 1818 | 1828  |
| ---- | ---- | ---- | ---- | ---- | ---- | ----- |
| 236  | 253  | 365  | 510  | 704  | 910  | 1 720 |

## Personnalités
- Henri Ract (1813-1883), natif, député de la Savoie au Parlement sarde (1848-1849)